# Філематологія
Філематоло́гія — дисципліна, що вивчає фундаментальні фізіологічні, психологічні особливості людського поцілунку. Наразі філематологія не сприймається як наука, хоча є деякі уявлення про неї як про новий напрям у науці, оскільки її описано порівняно нещодавно. Поцілунок має досить важливий вплив на соціальне життя та здоров'я людини, і це не охоплюється жодною іншою галуззю науки.